# Шан (гора)
Шан (ингуш. Шанлоам — «ледяная гора», груз. შანი) — одна из вершин главного хребта Большого Кавказа, на границе Грузии и Ингушетии. Самая высокая точка Ингушетии (4451 м.). Между хребтами Шан (на востоке) и Куро-Шино (на западе) расположено ущелье реки Кистинки.

## Этимология
Название оронима восходит к ингушскому ша, шан — «лед», «ледяной».